# Louis Petit de Bachaumont
Louis Petit de Bachaumont (Parigi, 2 giugno 1690 – Parigi, 29 aprile 1771) è stato uno scrittore francese.

## Biografia

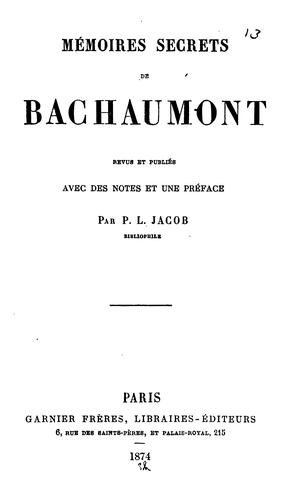
Le Memorie segrete di Bachaumont in un'edizione del 1874.

Figlio di Charles Petit, revisore dei conti alla Chambre des comptes, e di Charlotte de Billy, Louis Petit fu educato a corte dal nonno, medico del principe di Conti e poi del Delfino. Dal cugino di primo grado Jean-François de Billy ereditò il feudo di Bachaumont a Lavilletertre, nel Vexin.
Intorno al 1730 ebbe una relazione con Marie Anne Doublet, di 16 anni più anziana e vedova di un segretario del Reggente, con la quale condivise un appartamento nel convento delle Figlie di Santa Teresa.
Bachaumont era allo stesso tempo ospite ed animatore del salotto della Doublet, il quale attirava una trentina di clienti abituali, tra cui, oltre al fratello della padrona di casa, l'abate Legendre, anche Dortous de Mairan, La Curne Sainte-Palaye, Piron, Mirabaud, l'abate di Voisenon, Falconet, Foncemagne, il conte d'Argental, l'abate Chauvelin, l'abate Xaupi e altri. Le informazioni raccolte durante il giorno erano messe in comune e ridistribuite sotto forma di nouvelles à la main (“notizie scritte a mano”).
Il suo nome resta ancora legato alle famose Mémoires secrets, basate su queste nouvelles à la main, anche se secondo Christophe Cave il vero redattore fu il suo segretario Pidansat de Mairobert.
Bachaumont fu anche autore d'un Essai sur la peinture, la sculpture et l'architecture (1751) e d'una Mémoire sur la vie de M. l'abbé Gédoyn.
Il suo nome è anche associato al salvataggio della colonna astrologica costruita su richiesta di Caterina de' Medici. Infatti, quando nel 1740 l'Hôtel de Soissons nel quartiere delle Halles fu venduto e rischiava di essere demolito, Bachaumont acquistò la colonna e la donò in seguito al comune. Per questo motivo Carmontelle lo raffigura sullo sfondo della colonna astrologica.
Bachaumont morì nel 1771, quindici giorni prima della sua compagna, Marie Anne Doublet, dimostrando la sua stessa originalità in punto di morte: a chi gli aveva parlato delle consolazioni della Chiesa, aveva risposto che non si sentiva afflitto. Allora il sacerdote che venne a trovarlo in seguito riuscì a strappargli solo queste semplici parole: “Signore, lei è molto gentile”. Tuttavia il discorso cambiò quando ricevette l'estrema unzione: “via via! orrore!”, gridò infatti con una smorfia terribile.
Esiste, dal 1900, una rue Bachaumont a Parigi intitolata in suo onore.

## Opere
- Essai sur la peinture, la sculpture et l'architecture, Parigi, 1751.
- Mémoires sur le Louvre, 1752.
- Mémoire sur la vie de M. l'abbé Gédoyn, chanoine de la Sainte-Chapelle de Paris, 1752.
- Mausolée de monsieur le marechal de Saxe, 1770.
- Mémoires secrets pour servir à l'histoire de la République des Lettres en France depuis 1762 jusqu'à nos jour, Parigi, John Adamson, 1771.
- Lettres sur les peintures, sculptures et gravures de Mrs. de l'Académie royale, Londra, John Adamson, 1780.